# ماركوس أريكسون
ماركوس أريكسون هو لاعب هوكي الجليد سويدي، ولد في 26 أبريل 1976 في Västervik ‏ في السويد.

## وصلات خارجية
- ماركوس أريكسون على موقع EliteProspects.com (الإنجليزية)
- ماركوس أريكسون على موقع HockeyDB.com (الإنجليزية)